# Complejo de Comunicaciones de Espacio Profundo de Madrid
El Complejo de Comunicaciones de Espacio Profundo de Madrid (en inglés: Madrid Deep Space Communications Complex o MDSCC), situado en Robledo de Chavela, es una estación de comunicaciones espaciales operada por el INTA, en colaboración con la NASA (y con la participación de la ESA). Pertenece a la Red del Espacio Profundo y a la European VLBI Network. Su primera antena se colocó en 1961 para el Programa Mariner.

## Descripción

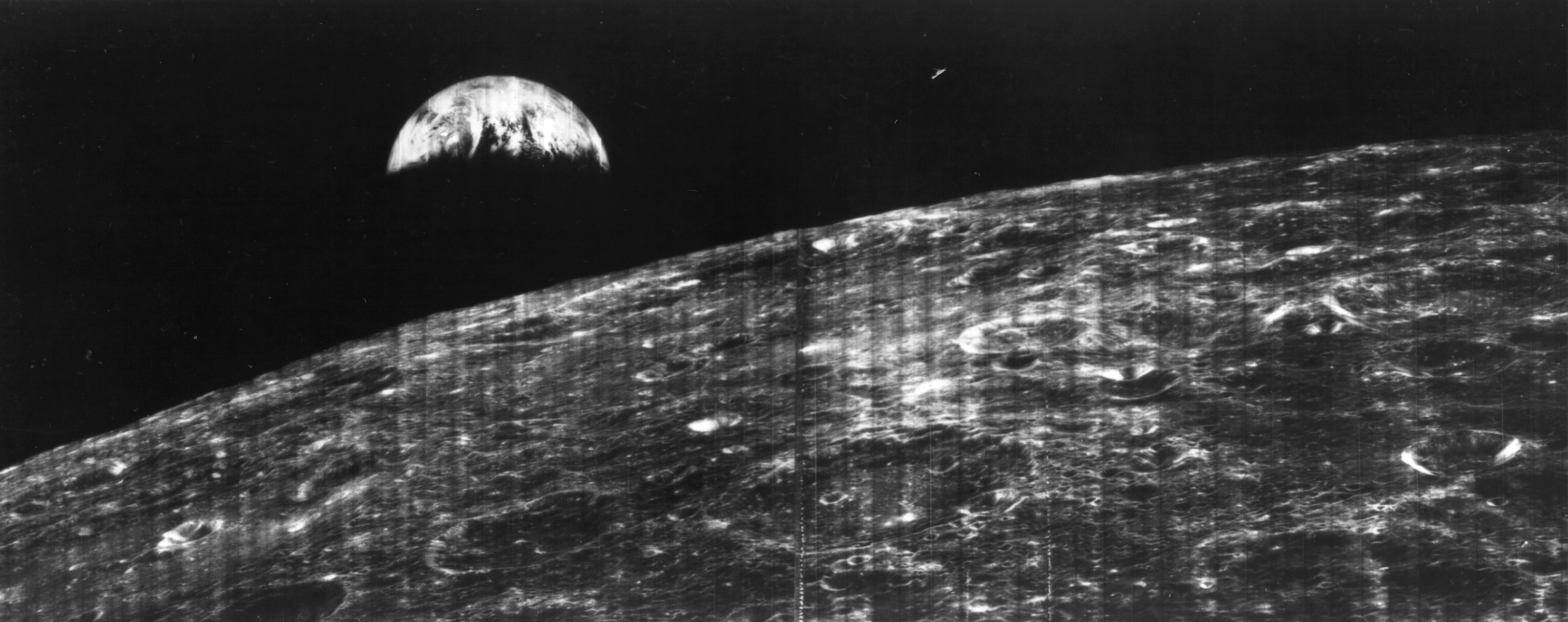
La primera foto de la Tierra vista desde la Luna fue transmitida el 23 de agosto de 1966 desde el Lunar Orbiter I al MDSCC de Robledo de Chavela.

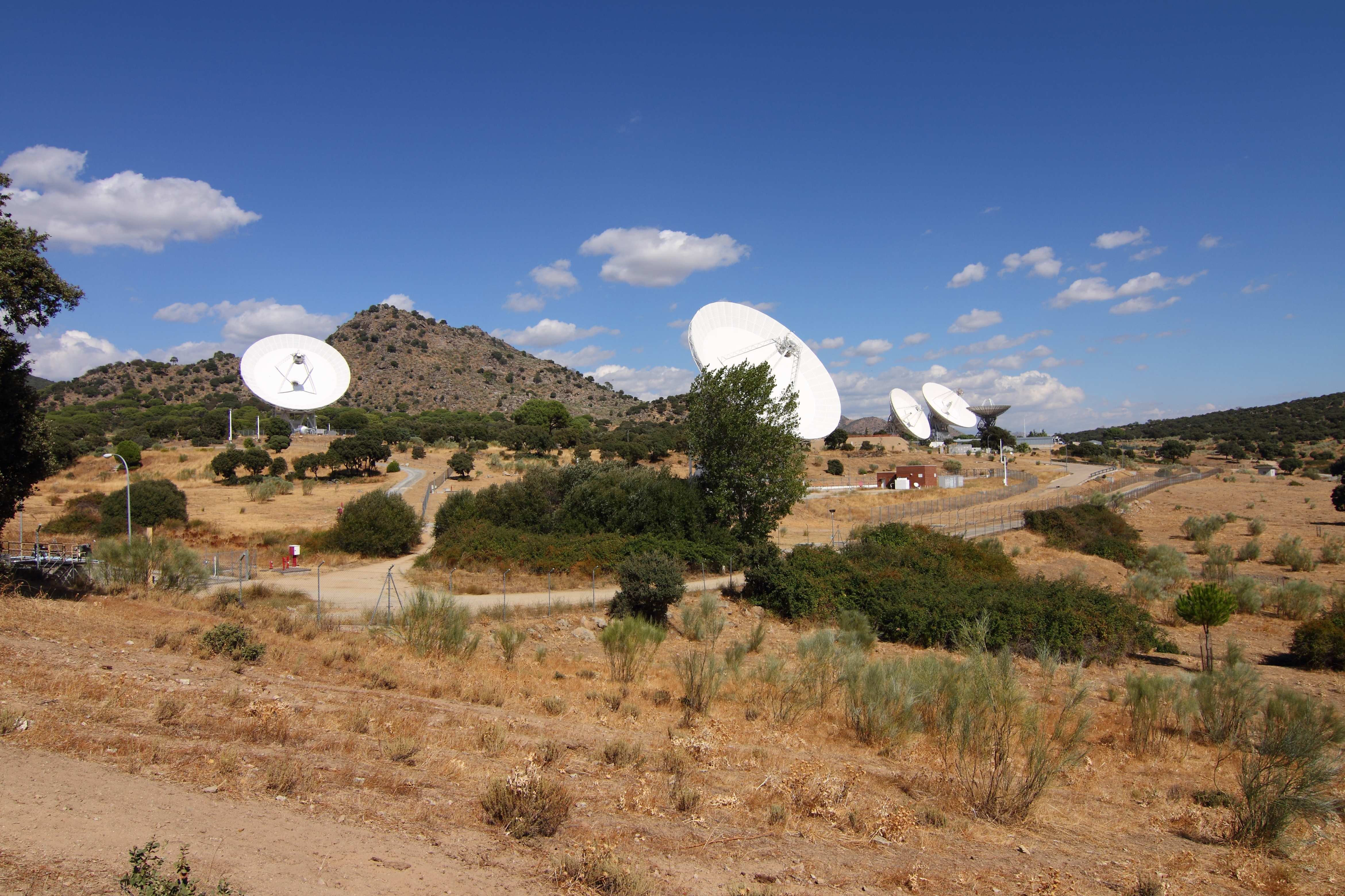
Vista general.

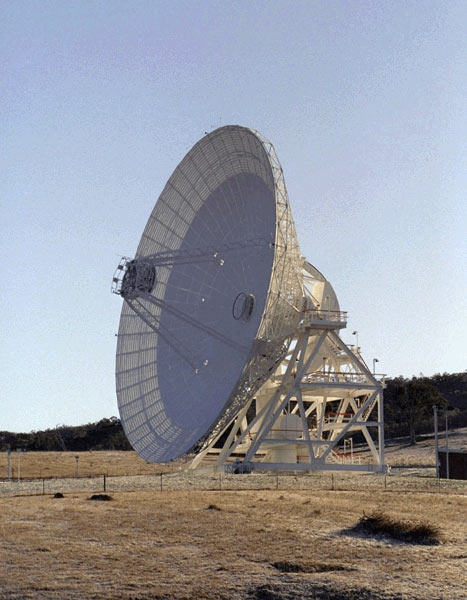
DSN Madrid2

La primera antena, llamada DSS-61, se utiliza actualmente en el Proyecto educativo PARTNeR. Al poco tiempo se instaló en el municipio cercano de Fresnedillas de la Oliva otra antena (DSS-66, apodada «la Dino») para las misiones del programa Apolo. Esta antena fue posteriormente trasladada a Robledo de Chavela. La tercera antena, también situada en Robledo de Chavela, fue la DSS-63, que nació con un diámetro de 64 m, y luego fue ampliada a 70 m para realizar el seguimiento de las sondas Voyager cuando se extendió su misión más allá de Saturno. Existen otras antenas que tienen usos diversos. Además del complejo de seguimiento, se levanta junto a él un centro de visitantes de la NASA, que se puede visitar previa petición.
El complejo consta en total de seis antenas, con las siguientes dimensiones (en metros): una de 70 (DSS-63), tres de 34 (DSS-65, DSS-54 y DSS-55), y otra de 26 (DSS-66). La más antigua de estas antenas, DSS-61, se utiliza en la actualidad para proyectos docentes.
Este complejo fue inaugurado en 1964 por el entonces príncipe de España, Juan Carlos I, y estrenó sus funciones (con una antena inicial de 26 m) en julio de 1965 con la misión Mariner 4. Esta instalación también es conocida como «Estación de Seguimiento y Adquisición de Datos de la NASA».
En enero del año 2021 entró en funcionamiento la nueva antena DSS-56, de 34 metros de diámetro, construida por el Instituto Nacional de Técnica Aeroespacial. A finales del año 2021 está previsto que entre en funcionamiento una nueva antena, la DSS-53.

## Participación en el proyecto Apolo

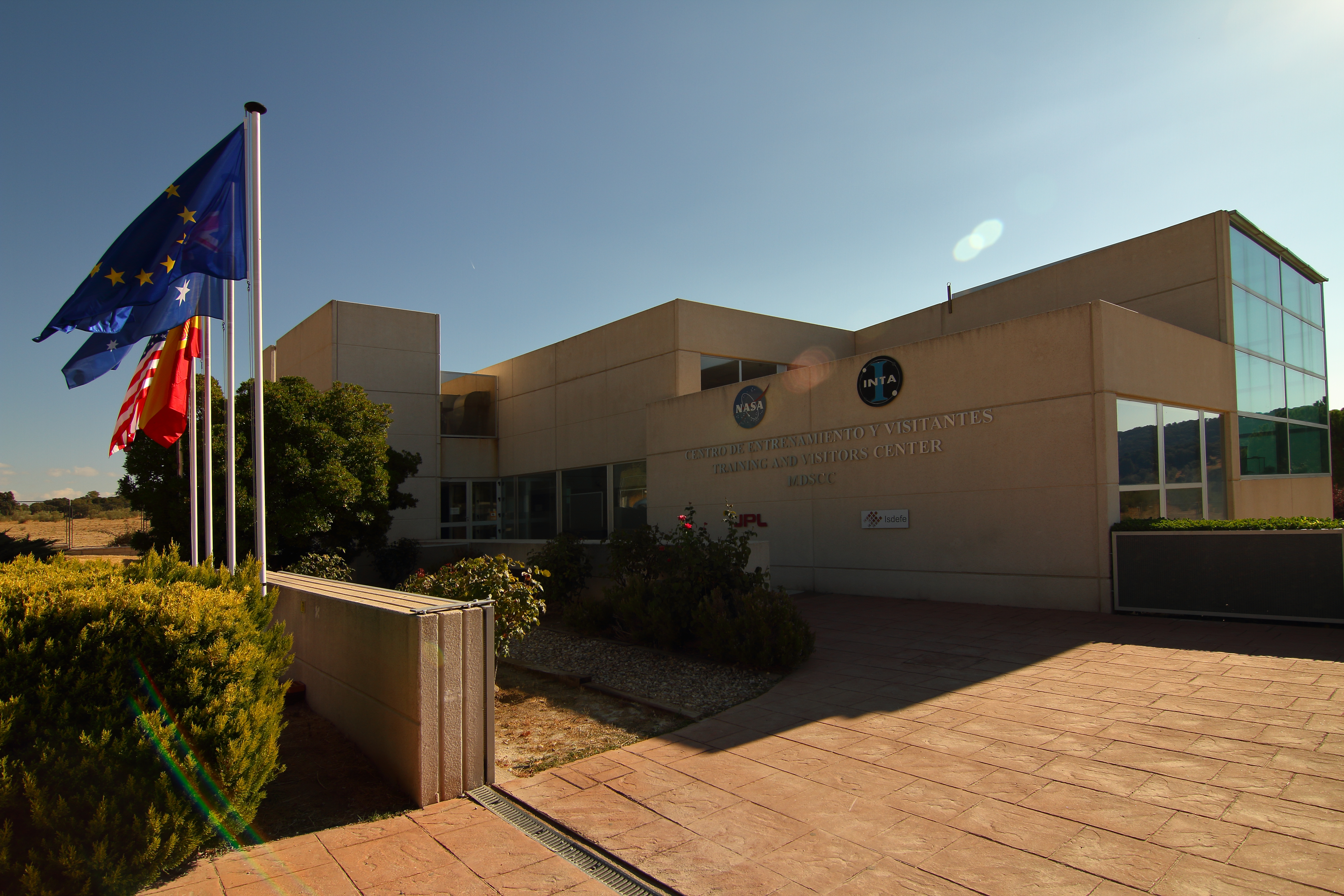
Centro de visitantes.

Una de las antenas de la estación (la de 26 metros, apodada «la Dino») sirvió de apoyo, junto al resto de antenas de la Red del Espacio Profundo, al vuelo del Apolo 11 en 1969, primera misión tripulada en llegar a la Luna, y al resto de las misiones Apolo. «Sin las vitales comunicaciones mantenidas entre el Apolo 11 y la estación madrileña de Fresnedillas de la Oliva, nuestro aterrizaje en la Luna no habría sido posible», afirmó Neil Armstrong. Por aquel entonces, dicha antena era solo de 26 metros y se encontraba en la Estación de Fresnedillas de la Oliva. Posteriormente fue trasladada a Robledo de Chavela, pieza a pieza,
Desde estas instalaciones se ha seguido también el aterrizaje de las sondas Viking en Marte. Igualmente, fue uno de los pocos radiotelescopios que logró conectar con el robot Spirit cuando, desde Marte, perdió contacto con la Tierra.

## Otras misiones transmitidas
También se siguen o se han seguido desde allí las siguientes misiones espaciales de NASA y la ESA (Agencia Espacial Europea):
- La sonda Mars Express de la ESA transmite periódicamente datos desde su órbita en torno al planeta Marte.
- La sonda Venus Express de la ESA transmite datos de observaciones especiales desde su órbita en torno al planeta Venus.
- La sonda Rosetta de la ESA transmitirá gran parte de sus datos usando las antenas de Robledo en su llegada al cometa 67P/Churyumov-Gerasimenko en 2014.
- La sonda Cassini-Huygens en colaboración ESA-NASA, en su misión a Saturno y la luna Titán.
- Las dos naves Voyager, que partieron de la Tierra en los años setenta y que están saliendo ya del sistema solar, mucho más allá del planeta Neptuno.
- También se reciben las señales de la Pioneer 10, también en los límites del Sistema Solar, pese a que oficialmente la misión terminó hace años.
- Igualmente se comunica preferentemente a través de las antenas de Robledo la nueva sonda Mars Reconnaissance Orbiter, en la órbita de Marte.

## Otras estaciones cercanas
En la Comunidad de Madrid, además de esta estación, existen otros dos complejos de seguimiento e investigación espacial:
- El Centro Europeo de Astronomía Espacial (ESAC) de la Agencia Espacial Europea (Villafranca del Castillo, en Villanueva de la Cañada).
- El Centro de Control y Seguimiento de Hispasat (en Arganda del Rey).

Cerca de Robledo de Chavela, en la vecina localidad de Cebreros (Ávila), la Agencia Espacial Europea también ha construido otra antena, en una antigua estación de la NASA que se encontraba cerrada. Con ello, la ESA pretende crear su propia red de exploración espacial, con tres antenas situadas en tres puntos del planeta, similar a la DSN.